# André Bergdølmo
André Bergdølmo (Oslo, 13 de outubro de 1971) é um ex-futebolista norueguês que atuava como zagueiro.

## Carreira
Em clubes, atuou por Skjetten, Lillestrøm, Rosenborg, Ajax, Borussia Dortmund, København e Strømsgodset. Após ter parado de jogar em 2008, disputou algumas partidas pelo Sørum antes de parar definitivamente de atuar profissionalmente como jogador.
Defendeu a Seleção Norueguesa entre 1997 e 2005, tendo atuado em 63 partidas, não marcando nenhum gol.

## Auxiliar
Hoje é auxiliar técnico de Henning Berg no Lillestrøm.